# Batalla de Huanta (1814)
La batalla de Huanta fue un enfrentamiento militar librado durante la revolución del Cuzco, en la independencia del Perú, en 1814, entre las fuerzas realistas y patriotas, acabando con una clara victoria de las primeras.

## Antecedentes
Después de estallada la revolución en Cuzco, los insurrectos enviaron una poderosa división a la ciudad de Huamanga mientras encabezaban otras ofensivas a Arequipa y a Puno y La Paz. Enterado de esto, y que de caer Huamanga la ruta entre Cuzco y Lima quedaría libre para el enemigo, el virrey José Fernando de Abascal le dio el mando de parte del regimiento La Concordia Española en el Perú, algunos efectivos del regimiento Talavera, 40 000 pesos, muchas municiones, 500 fusiles para armar reclutas y 4 cañones de montaña al teniente coronel Vicente González del Talavera, con la misión de asegurar las provincias de Huamanga y Huancavelica. Básicamente, González mandaba una columna compuesta por una parte del regimiento Concordia y la parte del Talavera que no fue a Chile.
El intendente interino de Huamanga había guarnecido con 400 hombres el puente de Pampas, mientras esperaba la llegada de refuerzos desde Lima y así marchar al sur. Sin embargo, el 2 de septiembre, mujeres y niños se alzaron y tomaron los cuarteles en protesta para impedir que se llevaran a sus hombres lejos. Forzaron a los reclutas a salir con sus armas y luego les ayudaron a forzar las tiendas y casas de algunos particulares para saquearlas.
Entre tanto, González pasó por Huancavelica, donde se le unieron milicianos, pero no llegó a tiempo a Huamanga, que fue ocupada por Béjar y Mendoza sin resistencia (20 de septiembre). Esto desanimó al virrey, pero el 27 de septiembre le llegó un anciano con la noticia que en Huanta se unieron a la columna de González más milicianos voluntarios. Al mismo tiempo, una remesa de municiones de artillería llegó, enviada desde Lima. Los realistas enviaron mensajeros para pactar una tregua, exigiendo a los insurrectos retirarse de la provincia, sin embargo, nunca hubo negociación porque las avanzadillas de ambas fuerzas se encontraron en Huamanguilla el 25 de septiembre.

## Fuerzas enfrentadas
La mayoría de las fuentes concuerdan en que los patriotas sumaban 5000 combatientes, en cambio, la investigadora histórica Lourdes Rosario Medina Montoya los estima en 10 000. Sin embargo, sólo 300 tenían fusiles y apenas disponían de 4 cañones; la mayoría sólo tenía lanzas, chuzos, macanas y hondas, usualmente eran morochucos y disponían de una formidable caballería.
Según el militar español, Andrés García Camba, los realistas disponían de unas 820 plazas, destacando 100 patricios del regimiento La Concordia y 120 soldados del Talavera; también concuerda con el historiador peruano Luis Antonio Eguiguren Escudero en el número de milicianos voluntarios: 100 aportados por Huamanga y 500 por Huanta. El diplomático español Mariano Torrente menciona los 500 huantinos, agregando que iban muy mal armados pero dirigidos por jefes muy decididos y fervorosamente monárquicos, lo que les permitió vencer varias avanzadillas enemigas en Huamanguilla antes de la batalla. Sin embargo, otra fuente, el historiador andahuaylino Gerardo Quintana, dice que en Huanta se le sumaron 3000 lanceros, dando la superioridad numérica a los monárquicos. El chileno Benjamín Vicuña Mackenna afirmaba que combatieron 100 talaveras y 300 lanceros huantinos. José Casimiro Ulloa afirma que se movilizaron 500 milicianos huantinos. Por último, otro historiador peruano, Evaristo San Cristóval Palomino, dice que el ejército realista sumaba 5000 combatientes durante la batalla.

## Batalla

### Primer día
El 30 de septiembre, los patriotas salieron con rumbo a Huanta al mando de Béjar y Mendoza. El combate se dio el 1 de octubre o el 2 de octubre. Las tropas defensoras se componían de efectivos de la unidad antes mencionada y del regimiento de milicias de Huanta al mando del coronel de milicias Pedro José Lazón, teniente coronel Nicolás Torres y sargento mayor Pedro Fernández de Quevedo.
El primer día, los patriotas llegaron a las inmediaciones de la ciudad a las 11:00 horas. El teniente coronel decidió no salir a enfrentarlos en campo abierto, enviando dos partidas a cargo del coronel Lazón y el capitán Vicente Valdez formadas por 25 talaveras y 80 milicianos durante la tarde. Los rebeldes habían ocupado las alturas cercanas a la villa, desde donde descendieron para asaltarla. Sin embargo, el coronel Lazón y sus 100 hombres ocuparon las posiciones abandonadas y desde ahí sometieron a un intenso fuego de fusilería a los patriotas, forzándolos a retirarse de las cercanías del pueblo a las tres horas de lucha y debiendo contener el incendio de casas y haciendas vecinas, quemadas a propósito por los rebeldes. Sin embargo, lo avanzado de la tarde impidió una conclusión definitiva del combate. Durante la noche los realistas se mantuvieron en las alturas para vigilar a sus enemigos. Los defensores habían padecido la muerte de un talavera y dos milicianos heridos, mientras que sus enemigos sufrieron más de 80 bajas.

### Segundo día
Al día siguiente, el teniente coronel González dividió a sus hombres en dos columnas bajo su mando personal y de Lazón, más una reserva atrincherada en el pueblo a cargo del capitán Felipe Añaños. Entre tanto, los insurrectos se organizaron en dos columnas para a atacar por los dos puentes que conectaban la ciudad, uno con Alanorco y otro con Casacancha, dejando como reserva un cuerpo central en un lugar apodado Espíritu Santo.
El ataque comenzó a las 09:00 horas, y en respuesta el teniente coronel distribuyó a sus hombres para defender todos los sectores asaltados, pero sin desguarnecer el pueblo. González salió a enfrentar a sus enemigos en Casacancha, seguido de 25 talaveras y una compañía de lanceros; en cambio, Lazón fue por el centro a enfrentar al enemigo en Espíritu Santo. Después de hora y media de combate, los realistas hacían retirarse a sus enemigos en desorden, pues sufrido muchas bajas y estaban mal armados.
Sin embargo, la otra columna patriota atacó por el otro puente consiguió avanzar por el centro de la línea y penetrar en las primeras calles de Huanta. En respuesta, González y Lazón se replegaron para defender la localidad. La situación realista también era desesperada, habían quedado inutilizados tres de sus cañones, pues estaban en la plaza de armas desmontados. González se posiciones en algunas calles libres y ordenó defenderlas hasta la muerte.
En esos momentos, González decidió ordenar una carga de bayoneta que lideró personalmente, consiguiendo tomar una batería enemiga, capturando a las dos piezas de artillería y la munición que allí había, Esto decidió el combate. Los rebeldes se fugaron en confusión, dejando atrás una zona repleta de muertos después de siete horas de combate, porque los milicianos les persiguieron y mataron sin piedad. Los locales hicieron sonar las campanas para celebrar la victoria realista.

## Consecuencias
Según García Camba los patriotas sufrieron «600 muertos, infinitos heridos y 40 prisioneros» aquel día, números que también apoya Eguiguren Escudero y Torrente coincide en el de muertos. Sobre las bajas realistas, el primero habla de «9 muertos y menos de 20 heridos y contusos» y el segundo de 7 muertos y 15 heridos. Los vencedores también capturaron 3 cañones. Fueron destacados en la acción Lazón y el teniente Martín José de Iguaín. Debido a su participación en esta campaña, Antonio Huachaca fue promovido de Comandante de guerrillas al alto grado de General de Brigada de los Reales Ejércitos del Perú.
Los vencidos huyeron a Huamanga, pero González no se movió hasta la noche del 3 de octubre, después de conseguir reparar dos cañones. Los rebeldes volvieron a atacar Huanta el 9 de octubre pero el resultado fue igualmente negativo. Se refugiaron en Huamanga, donde llevaron a cabo violentas represalias antes de retirarse, como matar a coronel Francisco de Tipona, al subdelegado de Vilcahuamán, Cosme Echeverría, y al capitán de milicias Vicente de la Moya. Los dos primeros fueron matados por los indios furiosos, mientras que el último fue asesinado por orden expresa de Mendoza, quien lo hizo sacar del sagrario donde había buscado refugio.
Los patriotas habían logrado ocupar sus otros objetivos, pero después de la derrota en Chacaltaya (2 de noviembre), lentamente empezaron a perder sus posiciones ante el avance del general Juan Ramírez Orozco.
Similar suerte tuvo la columna de Béjar y Mendoza, que era acosada sin parar por sus enemigos y fue vencida definitivamente en Matará (27 de enero de 1815). Gracias a la llegada de 100 refuerzos del regimiento Real de Lima, el 22 de enero tomaron Tambo, capturando 50 fusiles y un pequeño cañón, forzando a sus enemigos a huir para Huaraco. Se sabe que González dejó un reguero de sangre a su paso, ordenando incendios, saqueos y fusilamiento cuando entró en Huamanga. Finalmente, en Umachiri (11 de marzo) se dio una desesperada última resistencia.